# نفود الغميس
نفود الغميس كثبان رملية واسعة، تقع في منطقة القصيم بالقرب من مدينة بريدة بالمملكة العربية السعودية، وتبلغ مساحتها 1,000 كم2 وتمثل 0,2% من مجمل التجمعات الرملية في المملكة.
على الرغم من أن نفود الغميس يمتد إلى قرب الربيعية والركية شرق بريدة مما يجعله يتصل بنفود السر وعريق الطرفية، إلا أن التجمع الرئيس لهذا النفود هو في نطاق بريدة، ولهذا يُطلق عليه أحيانًا نفود بريدة. ويكاد نفود الغميس يكون محصورًا بين ثلاثة طرق مسفلتة، فمن الشرق يحده طريق بريدة - عنيزة السريع٬ ومن الشمال والغرب يحده طريق بريدة - الشقة - البكيرية - الخبراء٬ ومن الجنوب طريق الخبراء - البدائع - عنيزة. يمتد النفود من الشمال إلى الجنوب بمسافة تقدر بنحو 35 كم٬ ومن الشرق إلى الغرب بنحو 40 كم مع إهمال اللسان الممتد من بريدة شرقًا إلى الركية٬ وكذلك من الغرب إهمال اللسان الممتد جنوب الشيحية وشمال البكيرية.